# Сельдерей пахучий
Сельдере́й паху́чий, или Сельдерей души́стый, или Сельдерей культу́рный (лат. Ápium graveólens) — двулетнее растение, наиболее известный вид рода Сельдерей семейства Зонтичные (Apiaceae), овощная культура.

## Ботаническое описание

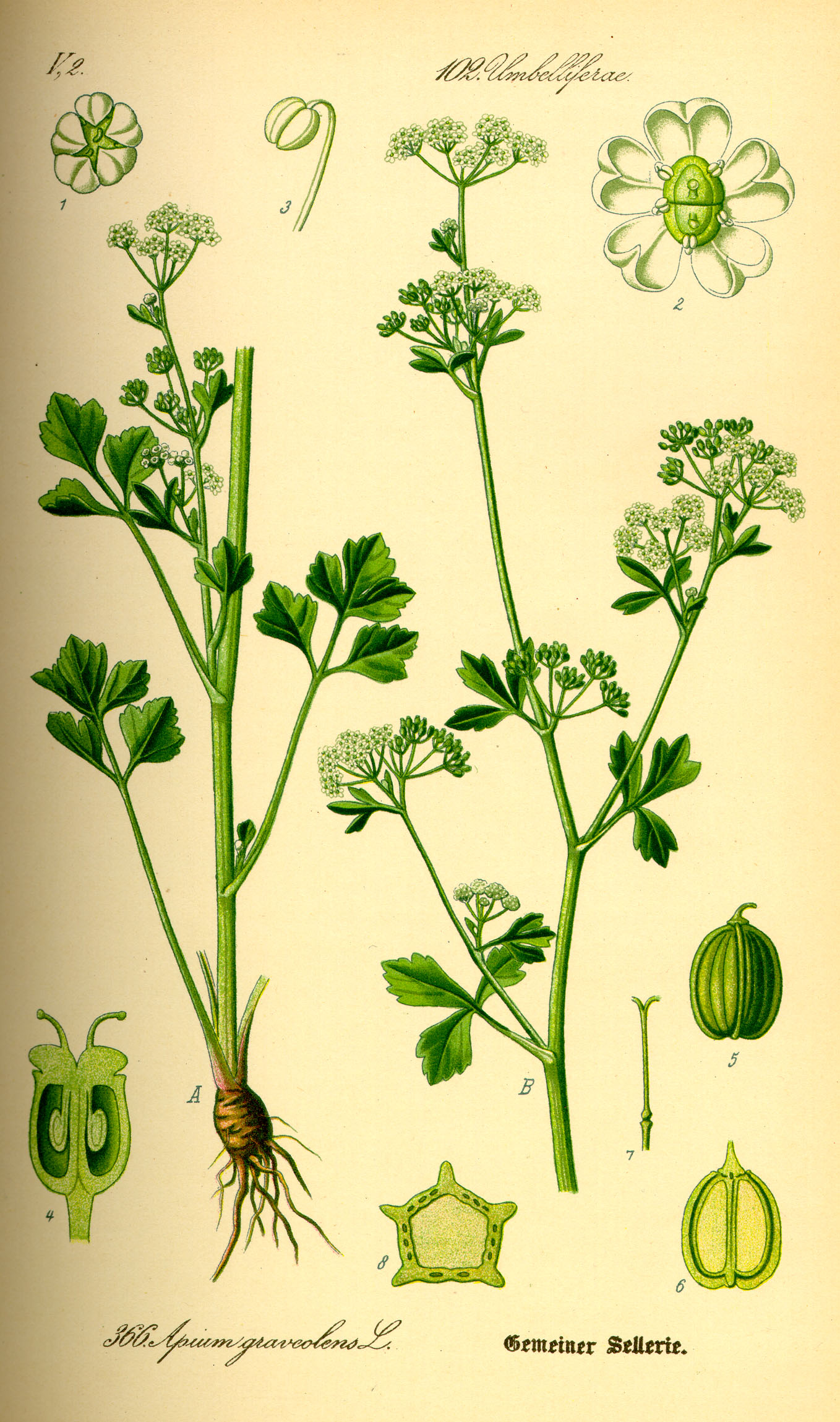

Растение высотой до 1 м. В первый год образует розетку листьев и корнеплод, на второй год зацветает. Растение влаголюбивое и холодостойкое, семена прорастают уже при 3 °С (оптимально — при 15 °C), всходы переносят заморозки до −5 °C.
Плод округлый, почти двойчатый, с пятью нитевидными рёбрами на каждой половине.
Листовой сельдерей имеет более короткий вегетационный период, что позволяет выращивать его в северных районах. Корневой часто выращивают рассадой. Все разновидности сельдерея предпочитают влажные почвы.

## Классификация

### Таксономия
Вид Сельдерей пахучий (Apium graveolens L., 1753, Species plantarum 1: 264) входит в род Сельдерей (Anthriscus) семейства Зонтичные (Apiaceae) порядка Зонтикоцветные (Apiales) . Кладограмма в соответствии с Системой APG IV:
|  |                                      |  |                                   |                                   |                     |  | ещё 6 семейств | ещё 6 семейств |                   |  |  |  | еще 17 видов |
|  |                                      |  |                                   |                                   |                     |  | ещё 6 семейств | ещё 6 семейств |                   |  |  |  | еще 17 видов |
|  |                                      |  |                                   | порядок Зонтикоцветные            |                     |  |                |                | род Сельдерей     |  |  |  |              |
|  |                                      |  |                                   | порядок Зонтикоцветные            |                     |  |                |                | род Сельдерей     |  |  |  |              |
|  | отдел Цветковые, или Покрытосеменные |  |                                   |                                   | семейство Зонтичные |  |                |                | Сельдерей пахучий |  |  |  |              |
|  | отдел Цветковые, или Покрытосеменные |  |                                   |                                   | семейство Зонтичные |  |                |                |                   |  |  |  |              |
|  |                                      |  | ещё 63 порядка цветковых растений | ещё 63 порядка цветковых растений |                     |  |                | ещё 447 родов  | ещё 447 родов     |  |  |  |              |
|  |                                      |  |                                   | ещё 63 порядка цветковых растений |                     |  |                |                | ещё 447 родов     |  |  |  |              |

### Синонимы
- Apium australe H.Wolff
- Apium celleri  Gaertn.
- Apium decumbens  Eckl. & Zeyh.
- Apium dulce  Mill.
- Apium graveolens f. lusitanicum  (Mill.) J.Helm
- Apium graveolens subsp. butronensis  (D.Gómez & G.Monts.) Aizpuru
- Apium graveolens subsp. rapaceum (Mill.) P.D.Sell
- Apium graveolens var. bashmensis  Hosni
- Apium graveolens var. butronensis  D.Gómez & G.Monts.
- Apium graveolens var. dulce  (Mill.) DC.
- Apium graveolens var. lusitanicum  (Mill.) DC.
- Apium graveolens var. maritimum  Dumort.
- Apium integrilobum  Hayata
- Apium lobatum  Gilib.
- Apium lusitanicum  Mill.
- Apium maritimum  Salisb.
- Apium palustre  Thore
- Apium rapaceum  Mill.
- Apium vulgare  Bubani
- Carum graveolens  (L.) Koso-Pol.
- Celeria graveolens  (L.) Britton
- Helosciadium graveolens  Rojas Acosta
- Helosciadium ruta  DC.
- Helosciadium rutaceum  St.-Lag.
- Selinum graveolens  E.H.L.Krause
- Seseli graveolens  Scop.
- Sison ruta  Burm.f.
- Sium apium  Roth
- Sium graveolens  Vest
- Smyrnium laterale  Thunb.

## Химический состав

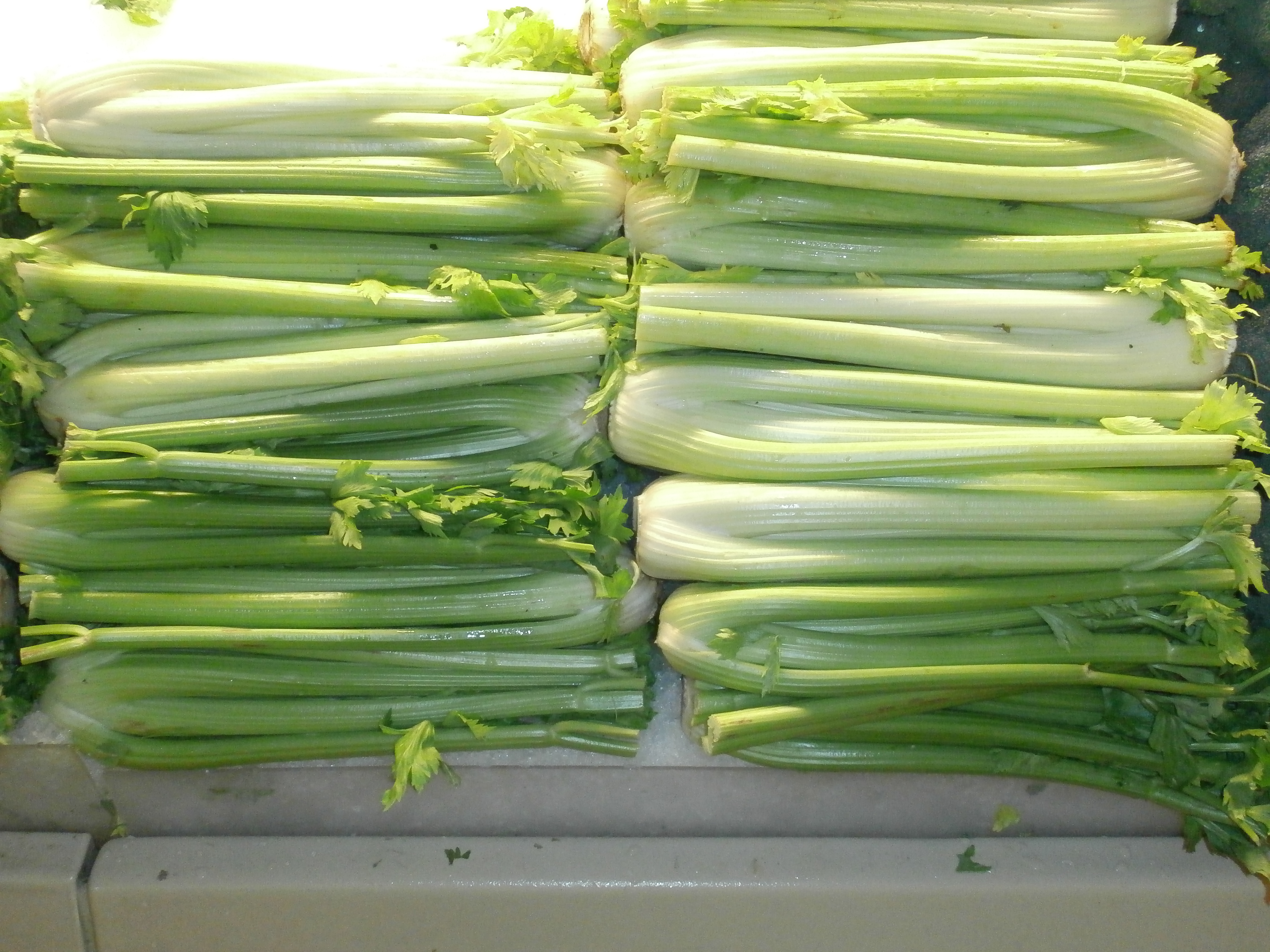
Черешки у черешковых сортов сельдерея

Корнеплоды сельдерея содержат от 10 до 20 % сухих веществ, в том числе 2—4 % сахаров, 1—2,5 % сырого белка, калий, кальций, фосфор; в листьях от 10 до 18 % сухих веществ, в том числе около 1 % сахаров, 2—3 % сырого белка. И корнеплоды, и листья богаты аскорбиновой кислотой (в листьях до 110 мг% этого витамина), каротином (провитамином А), витаминами В1, В2, витамином РР, солями калия, кальция, фосфора. Кроме того, в их составе обнаружены флавоноиды и фуранокумарины.
Особенно следует отметить такие флавоны как апигенин и апиин, а также лунуларин являющийся природным фитоалексином, подобно ресвератролу. 
Растение содержит также щавелевую кислоту, пурины, эфирное масло, витамины А, В6, В9, Е, К, пектины, минеральные соли (железо, натрий, магний), органические кислоты. Во всех частях растения присутствует глутаминовая кислота. Стебли обычно содержат большое количество соли. Пищевая энергетическая ценность — 16 ккал.

## Хозяйственное значение и применение

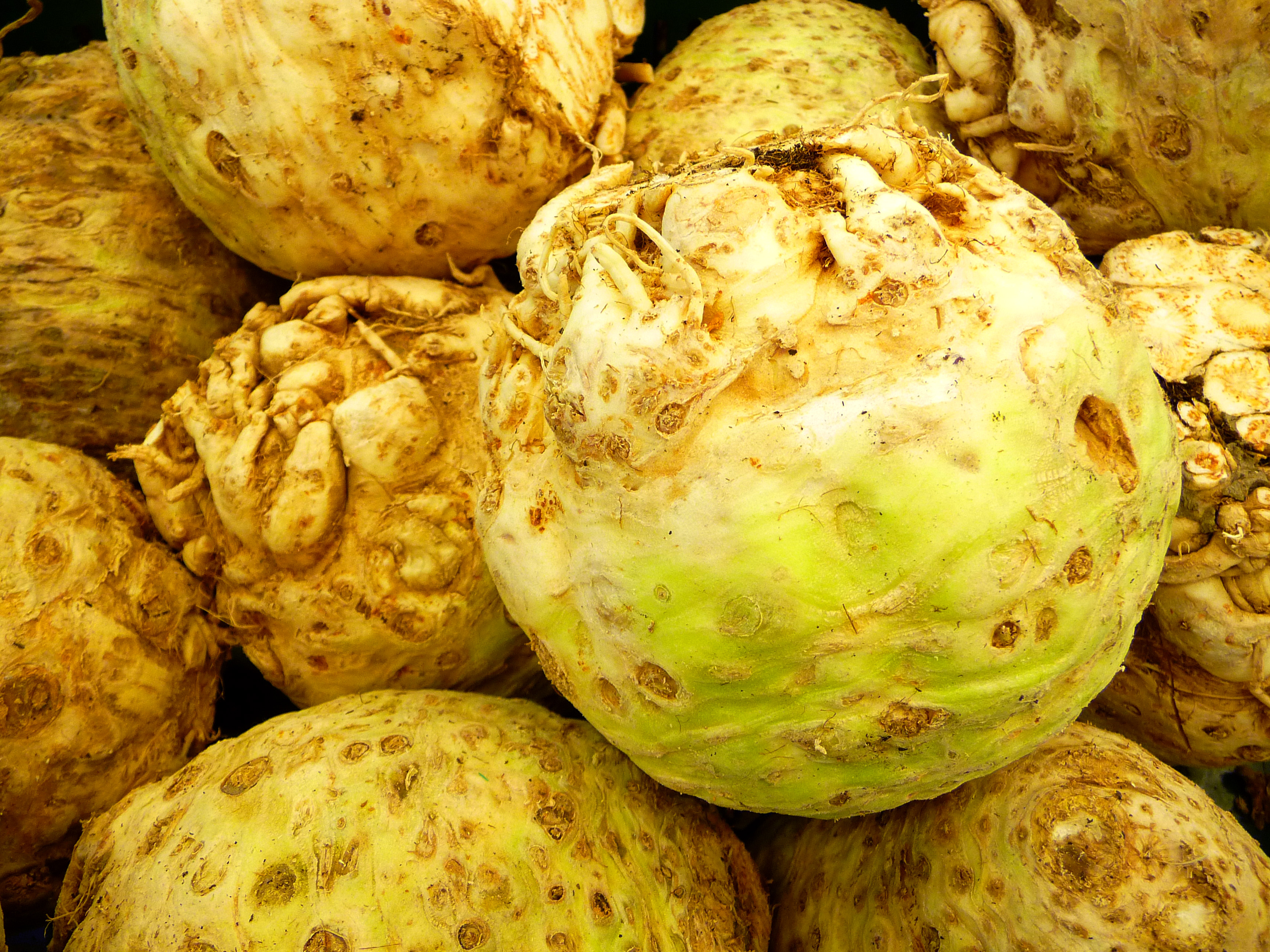
Корнеплоды у корневых сортов сельдерея

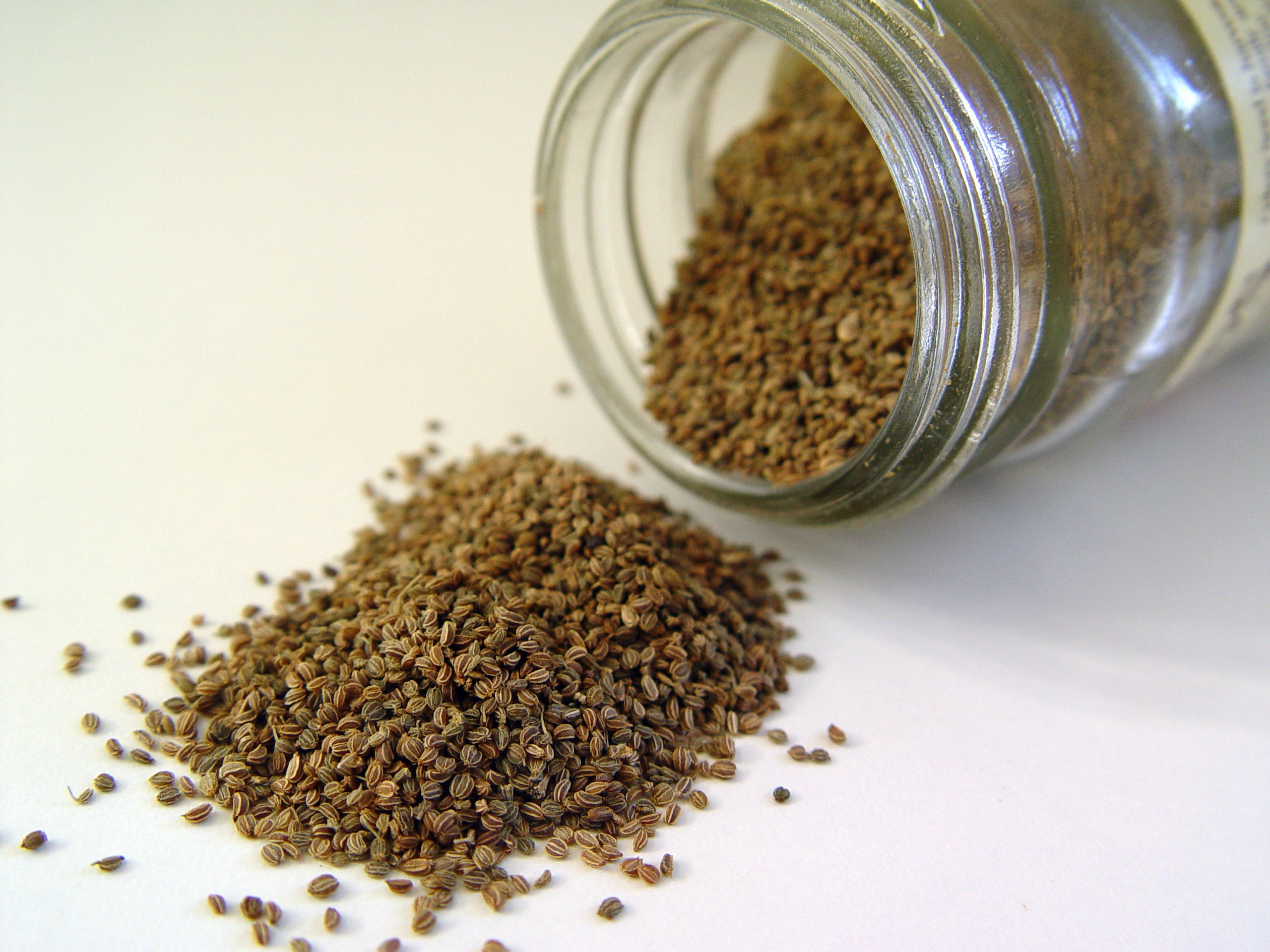
Семена

Все части растения добавляют в первые и вторые блюда, салаты, напитки, соусы, приправы. Корневище используют ещё и в сушёном виде. Стебли рекомендуется использовать вместо соли при заболеваниях почек, желчного пузыря, остеопорозе.
Корнеплод можно использовать в сыром виде как дополнительный компонент салата, варить и запекать, сушить для последующего добавления в супы и гарниры.
В медицине используется как мочегонное средство. Корневой сельдерей обладает мочегонным и общеукрепляющим действием, его широко используют при заболеваниях почек и мочевого пузыря.
В обществе распространён миф о том, что сельдерей якобы имеет отрицательную калорийность, при этом под калорийностью подразумевается превышение термического эффекта пищи (энергия, которую организм затрачивает на переваривание пищи) над собственно калорийностью этой пищи. Проведённый в 2019 году эксперимент показал, что диета из одного сельдерея даёт организму достаточно энергии для его нормальной жизнедеятельности, таким образом, миф был опровергнут.